# Paolo Washington
Paolo Washington (Firenze, 24 maggio 1932 – Firenze, 7 aprile 2008) è stato un basso italiano.

## Biografia
Studiò alla scuola del Teatro comunale di Firenze con Flaminio Contini e Bruno Bartoletti, esordendo nello stesso teatro in ruoli secondari nella stagione 1953-54 e iniziando ad affrontare parti di protagonista la stagione successiva con il ruolo di Zaccaria in Nabucco. Nel 1958 apparve per la prima volta al Maggio Musicale Fiorentino ne La donna del lago e fu presente regolarmente dagli anni sessanta nel maggiori teatri lirici italiani: La Scala, Teatro dell'Opera di Roma, Firenze, Massimo di Palermo, San Carlo di Napoli, Comunale di Bologna, Arena di Verona.
Condusse anche una vasta attività internazionale, apparendo nelle principali sedi europee: Opera di Stato di Vienna, Gran Teatre del Liceu di Barcellona, Teatro La Monnaie di Bruxelles, Teatro Nacional de São Carlos di Lisbona, Festival di Edimburgo, e americane: Metropolitan Opera House, Lyric Opera di Chicago, Palacio de Bellas Artes di Città del Messico.
Si dedicò principalmente all'opera italiana abbracciando l'intero ottocento: Rossini (Guglielmo Tell, Il barbiere di Siviglia, L'assedio di Corinto), Bellini (I puritani, Norma), Donizetti (Lucia di Lammermoor, Don Pasquale, Maria Stuarda, La favorita) Verdi (Nabucco, I vespri siciliani, Luisa Miller, Don Carlo, I masnadieri), oltre ai titoli pucciniani de La bohème e Turandot, a Boris Godunov (Pimen), Kovantscina, Pelléas et Mélisande. Fu attivo fin verso la fine degli anni novanta.

## Discografia

### Incisioni in studio
- Lucia di Lammermoor (parte audio di film-RAI), con Anna Moffo, Lajos Kozma, Giulio Fioravanti, dir. Carlo Felice Cillario - Eurodisc 1971

### Registrazioni dal vivo
- La donna del lago, con Rosanna Carteri Cesare Valletti, Irene Companez, dir. Antonino Votto - Firenze 1958
- Nabucco, con Ettore Bastianini, Margherita Roberti, Gastone Limarilli, Miriam Pirazzini, dir. Bruno Bartoletti - Firenze 1959
- Lucia di Lammermoor, con Renata Scotto, Alfredo Kraus, Sesto Bruscantini, dir. Bruno Rigacci - Firenze 1963
- Guglielmo Tell, con Giangiacomo Guelfi, Gianni Raimondi, Leyla Gencer, dir. Fernando Previtali - Napoli 1965
- Rigoletto, con Kostas Paskalis, Luciano Pavarotti, Renata Scotto, dir. Carlo Maria Giulini - Roma 1966
- Zelmira, con Virginia Zeani, Gastone Limarilli, Anna Maria Rota, Nicola Tagger, dir. Carlo Franci - Napoli 1966
- La Gioconda, con Renata Tebaldi, Franco Corelli, Anselmo Colzani, Mignon Dunn, Joshua Hecht - dir. Anton Guadagno - Filadelfia 1966
- Il barbiere di Siviglia, con Piero Cappuccilli, Bianca Maria Casoni, Alfredo Kraus, dir. Nino Sanzogno - Napoli 1968
- L'assedio di Corinto, con Beverly Sills, Marilyn Horne, Franco Bonisolli, Justino Díaz, dir. Thomas Schippers - La Scala 1969
- Luisa Miller, con Luisa Maragliano, Richard Tucker, Mario Zanasi, Adriana Lazzarini, Giovanni Foiani, dir. Francesco Molinari Pradelli - La Scala 1969
- I puritani, con Alfredo Kraus, Margherita Rinaldi, Piero Cappuccilli, dir. Aldo Ceccato - Chicago 1969
- La forza del destino, con Rita Orlandi Malaspina, Flaviano Labò, Mario Zanasi, Franca Mattiucci, dir. Mario Rossi - Bologna 1970
- I puritani, con Mirella Freni, Salvatore Fisichella, Cornell MacNeil, dir. Armando La Rosa Parodi - Roma 1971
- Il bravo, con William Johns, Movako Matsumoto, Antonio Savastano, dir. Gabriele Ferro - Roma 1976
- La bohème, con Mirella Freni, José Carreras, Rolando Panerai dir. Herbert von Karajan - Vienna 1976
- Manon, con Renata Scotto, Alfredo Kraus, dir. Julius Rudel - Chicago 1983
- I puritani, con Mariella Devia, William Matteuzzi, Cristopher Robertsion, dir, Richard Bonynge - Catania 1989

## Video
- Aida, con Gabriella Tucci, Mario Del Monaco, Giulietta Simionato, Aldo Protti, dir. Franco Capuana - dal vivo Tokio 1961
- Rigoletto, con Aldo Protti, Gabriella Tucci, Gianni Poggi, Anna Di Stasio - dir. Arturo Basile - dal vivo Tokyo 1961
- Lucia di Lammermoor, con Anna Moffo, Lajos Kozma, Giulio Fioravanti, dir. Carlo Felice Cillario - film-RAI 1971
- Il trovatore, con Franco Bonisolli, Rosalind Plowright, Giorgio Zancanaro, Fiorenza Cossotto, dir. Reynald Giovanninetti - dal vivo Verona 1985